# Filatelie (maandblad)
Filatelie is een Nederlands filatelistisch tijdschrift. Het werd, onder de naam Nederlandsch Maandblad voor Philatelie (NMP) voor het eerst uitgegeven in 1922. Van 1970–1999 verscheen het onder de naam (Maandblad) Philatelie. Sinds 2000 heet het kortweg (Maandblad) Filatelie.
Het werd en wordt door veel postzegelverzamelaars en filatelisten aangeduid met de naam '(het) Maandblad'. Het wordt uitgegeven door de Stichting Maandblad Filatelie. De huidige oplage bedraagt ongeveer 30.000 exemplaren. Sinds 2004 werd het Maandblad achteraf per volledige jaargang op cd-rom gepubliceerd. Inmiddels is er een online archief gepubliceerd: niet-leden kunnen alle edities tot 5 jaar geleden bekijken en abonnees kunnen inloggen voor de recentere edities.
Het duizendste nummer van Filatelie verscheen in februari 2011.
Het ISSN-nummer van Filatelie is 0166-3437.

## Voorgeschiedenis
Het 'Maandblad' was niet het eerste postzegeltijdschrift in Nederland. Dat verscheen al op 15 februari 1869 onder een Engelse titel: The Continental Philatelic Magazine. Het werd uitgegeven door de jeugdige uitgever Cornelis van Rinsum, die er duidelijk mee mikte op de internationale markt. In totaal verschenen 8 nummers. Het laatste in januari 1870.
In hetzelfde jaar liet Van Rinsum, samen met J. Chr. van Schaick, het eerste postzegeltijdschrift in de Nederlandse taal het levenslicht zien, De Timbrophilist. Het is niet precies bekend hoeveel nummers er in totaal zijn verschenen. Opgaven in de literatuur lopen uiteen van 9 tot 13.

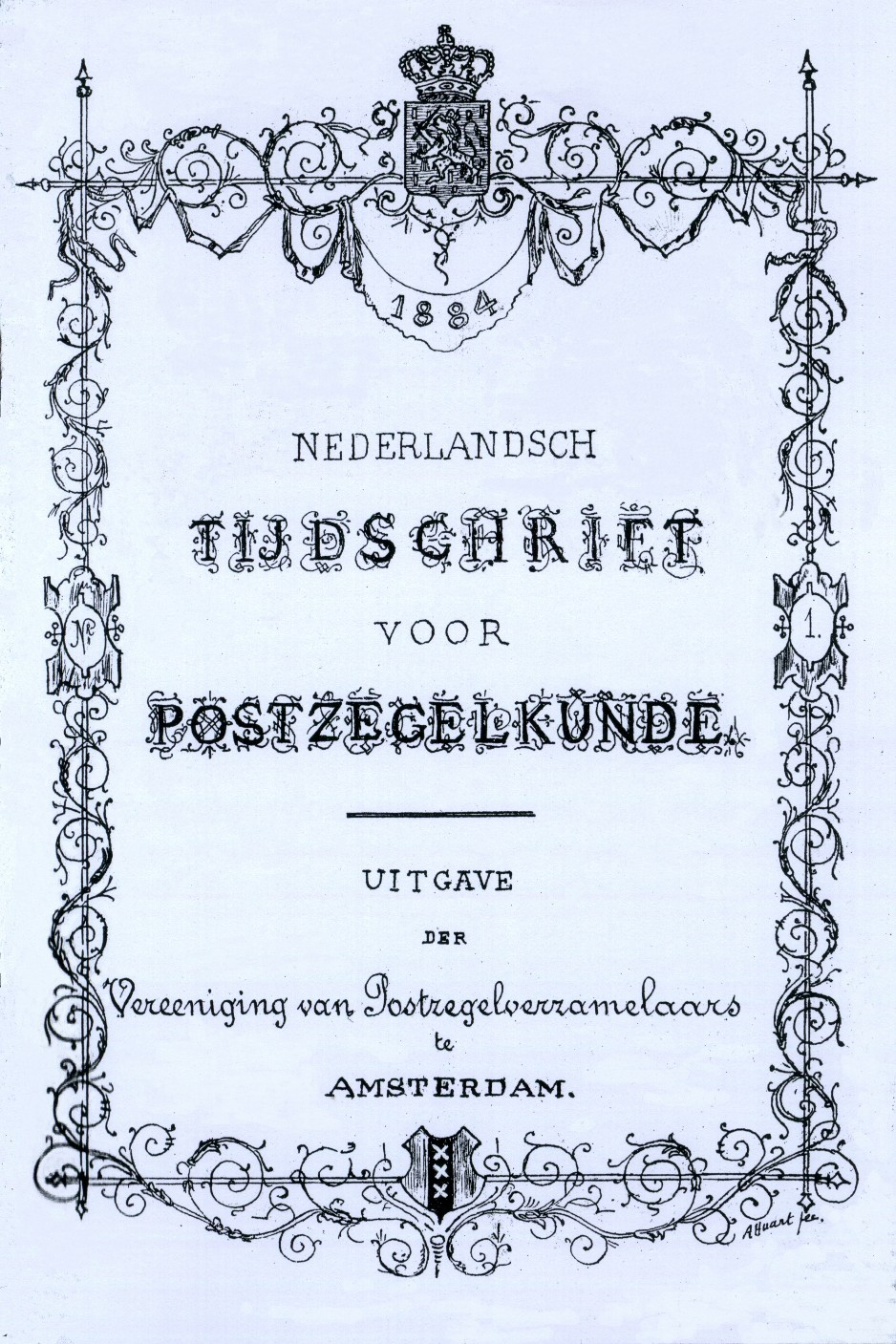
Omslag Tijdschrift voor Postzegelkunde

In augustus 1884 verscheen het eerste nummer van een 'echt' Nederlands postzegeltijdschrift, dat veertig jaar lang zou verschijnen, het Nederlandsch Tijdschrift voor Postzegelkunde. Het werd uitgegeven door de (voorloper van de) Nederlandsche Vereeniging van Postzegelverzamelaars (NVPV). Van het eerste nummer werden 50 exemplaren gedrukt. De eerste vijf nummers werden nog met de hand geschreven en gehectografeerd. Daarna verscheen het blad in gedrukte vorm. De jaargangen tussen 1900 en 1915 bevatten veel informatie over nieuwe Nederlandse emissies uit die jaren. Het laatste nummer verscheen in 1921. Het ging toen, samen met het Philatelistisch Maandblad, op in het Nederlandsch Maandblad voor Philatelie.
Op de Internationale Postzegeltentoonstelling, die van 20 tot 23 april 1889 in Amsterdam werd gehouden vormde de filatelistische literatuur een belangrijk onderdeel. Er waren 180 filatelistische tijdschriften uit de gehele wereld ingezonden. Een teken dat de filatelie in het algemeen en filatelistische literatuur en tijdschriften in het bijzonder, in korte tijd wereldwijd tot een omvangrijk gebeuren uitgroeide.
In 1897 verscheen Het Postzegelblad, het orgaan der Haagsche Philatelisten-Vereeniging (HPhV). Was de Haagse afdeling van de NVPV vooral een vereniging van volwassen verzamelaars, de Haagsche Philatelisten-Vereeniging was meer een initiatief van een groep jongelui. De vereniging gaf vrijwel vanaf het begin een eigen blad uit. De eerste nummers werden met de hand in een cahier geschreven. De tweede jaargang werd al gecyclostileerd, en vanaf de vierde jaargang werd het blad gedrukt. In 1912 verscheen het laatste nummer van Het Postzegelblad. Daarna ging het op in Het Philatelistisch Maandblad.
Het Philatelistisch Maandblad, dat van 1912 tot 1921 verscheen, was aanvankelijk het huisorgaan van de postzegelverenigingen 'Breda' en 'Hollandia' en van de Utrechtse Philatelisten Vereniging (UPhV). Voorloper van dit Maandblad was De Nederlandsche Philatelist geweest, dat van 1904 tot 1912 werd uitgegeven door Leon de Raay. In 1913 sloten de 'Haagsche' en Op Hoop van Zegels zich bij het Philatelistisch Maandblad aan. Naast het Nederlandsch Tijdschrift voor Postzegelkunde was dit 'Maandblad' in Nederland gedurende een aantal jaren het meest verspreide en belangrijkste blad. In januari 1920 werd – vooruitlopend op een fusie met het Nederlandsch Tijdschrift voor Postzegelkunde – het 'Maandblad' ook het officieel orgaan van de Nederlandsche Bond van Verenigingen van Postzegelverzamelaars (de latere Nederlandse Bond van Filatelisten-Verenigingen (NBFV)). Het laatste nummer verscheen in december 1921. Vanaf dat moment ging het op in het Nederlandsch Maandblad voor Philatelie. Het NMP is dus ontstaan uit een fusie van het Nederlandsch Tijdschrift voor Postzegelkunde en Het Philatelistisch Maandblad.

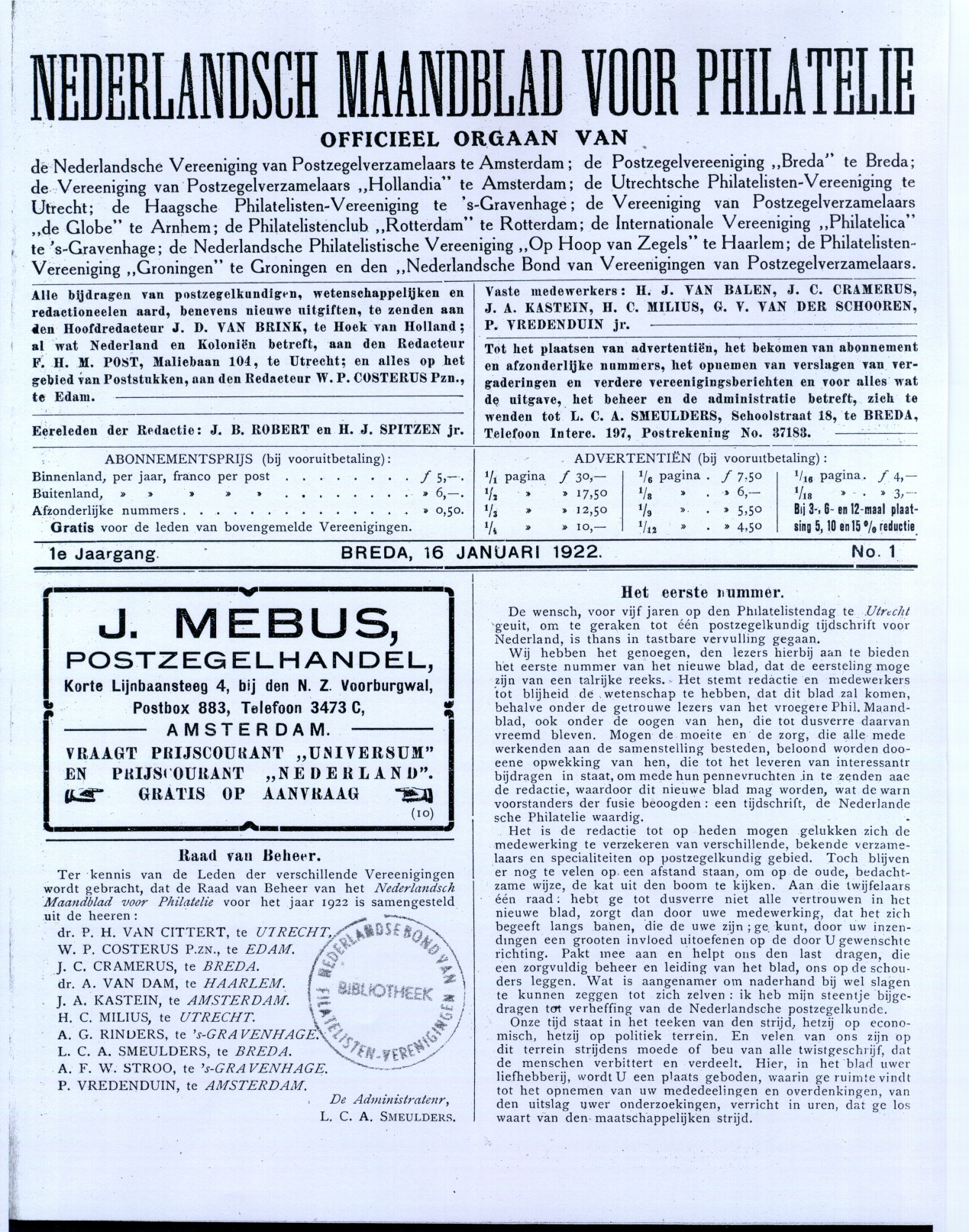
Voorpagina eerste nummer Nederlandsch Maandblad voor Philatelie

## De eerste tien jaren
Zoals in de kop van het tijdschrift is te zien, is het nieuwe Maandblad vanaf het begin al het “officieel orgaan” van een hele lijst verenigingen. Het Nederlandsch Maandblad voor Philatelie werd uitgegeven door een Raad van Beheer, waarin vijf eigenaressen vertegenwoordigd waren: de NVPV, 'Breda', 'Hollandia', HphV en UphV. In de loop der jaren zouden zich nog meer verenigingen aansluiten. In 1931 werd “I.V. Philatelica” de zesde mede-eigenaar.
De hoofdredacteuren van de fuserende bladen, J.B. Robert en H.J. Spitzen jr., werden ereleden der redactie. Hoofdredacteur van het nieuwe Maandblad werd J.D. van Brink. Redacteur Nederland werd F.H.M. Post en redacteur poststukken W.P. Costerus.
In het eerste jaar nam 'Verenigingsnieuws' nog een grote plaats in. Van de 218 pagina's tekst en advertenties waren er 70 gevuld met 'verenigingsnieuws'.
Het belangrijkste evenement in de eerste jaren was de internationale tentoonstelling in Den Haag, waarvoor speciale tentoonstellingszegels worden uitgegeven.
Het Maandblad werd ingezonden voor de literatuurklasse van deze tentoonstelling en ontving een verguld zilveren medaille.
De Nederlandse filatelie nam in deze jaren een hoge vlucht. In 1927 telde het Maandblad 3.000 abonnees. In 1930 werd het Postmuseum geopend.
Ter gelegenheid van het tienjarig bestaan (en het feit dat tachtig jaar ervoor de eerste Nederlandse postzegelemissie plaatsvond) verscheen in 1932 het jubileumboek Postzegelkunde en postwezen.
In de eerste tien jaar van haar bestaan werd het Maandblad op 24 verschillende tentoonstellingen ingezonden, met als hoogste bekroning een gouden medaille in Frankfurt am Main in 1926.

## De Philatelist
“Een van de beste en belangrijkste filatelistische tijdschriften die ooit in Nederland verschenen is deze 'Philatelist'”. Het begon als voortzetting van Universum, dat in 1925 verscheen onder redactie van K.A. Heymans. Het eerste nummer van De Philatelist verscheen in februari 1926 als orgaan van de 'Rotterdamse Philatelisten Vereeniging'. Eind 1926 trad de bekende filatelist P.C. Korteweg toe als vaste medewerker. Hij wist het blad tot een hoog niveau te brengen. Alle aspecten van de Nederlandse filatelie kwamen aan de orde. In mei 1934 verscheen een extra nummer van meer dan 200 pagina's onder de titel De Vraagbaak der Philatelie. Het werd in 1976 herdrukt.
In 1939 verscheen het laatste nummer. Daarna fuseerde het met het 'Maandblad'. Daarbij was als voorwaarde gesteld dat de naam in het nieuwe blad zou moeten zijn terug te vinden. Tot op heden draagt Filatelie dan ook de aanduiding “waarin opgenomen De Philatelist” op de omslag. Vanaf 1939 kreeg het Maandblad hiermee een zesde eigenaar: de Rotterdamse Philatelisten Vereeniging.

## Het Maandblad in de Tweede Wereldoorlog
In maart 1939 overleed de hoofdredacteur Van Brink. Hij werd opgevolgd door W.G. Zwolle. Deze sneuvelde in de meidagen van 1940, bij het uitbreken van de Tweede Wereldoorlog. Het hoofdredacteurschap werd korte tijd waargenomen door Deggeler, waarna in oktober 1940 W.G. de Bas, voorzitter van de Utrechtse Philatelisten Vereniging, hoofdredacteur wordt.
Tot eind 1941 kon “relatief normaal (…) worden doorgewerkt. Doch dan begint de overheid en wel de 'Commissaris voor de niet-commerciële verenigingen en stichtingen' zich met de filatelie te bemoeien”. Dat leidde aanvankelijk tot een stijging van het aantal abonnees, omdat de Duitse bezetter alle verenigingen had gedwongen zich aan te sluiten bij de Nederlandschen Bond van Vereenigingen van Postzegelverzamelaars. Het aantal aangesloten leden (en dus het aantal abonnees van het Maandblad) nam daardoor toe van 4.000 tot 7.500.
Aanvankelijk onthield het Maandblad zich van politieke onderwerpen, maar in april 1943 werd in het Maandblad vermeld waar de keuringen voor de 'Waffen SS' geschiedden en in het meinummer werd zelfs een “Oproep” om zich bij het 'Legioen' te melden geplaatst. Er verscheen nog een juninummer zonder dergelijke propaganda, en daarna volgde een verschijningsverbod.
Wat precies de achtergrond vormde van dit verschijningsverbod, “is niet eenvoudig meer te achterhalen”. Waarschijnlijk speelde de papierschaarste een rol, maar ook politieke “schermutselingen” hebben vermoedelijk een rol gespeeld. De redactie kende – zo bleek na de oorlog – ook een tweetal NSB-sympathisanten.
Ter vervanging van het Maandblad verschenen Mededeelingen van den Nederlandschen Bond van Vereenigingen van Postzegelverzamelaars in een formaat van 25x16cm en 4 bladzijden, zonder illustraties. De inhoud bestond uit zeer beknopt verenigingsnieuws en berichten over nieuwe postzegeluitgiften. Het laatste nummer van de Mededeelingen verscheen in juni 1945; daarna kwam de verschijning van het Maandblad langzaam weer op gang. Er verscheen een nummer in sept. 1945, in dec. 1945, in mei 1946, en pas vanaf juli 1946 verscheen het Maandblad weer maandelijks. Hoofdredacteur was Mr. J.H. van Peursem. In februari 1948 werd hij opgevolgd door J.C. Norenburg.

## De jaren vijftig en zestig
De samenwerking met de Nederlandse Bond van Filatelisten-Verenigingen werd in de eerste jaren na de oorlog niet meteen voortgezet. Pas in 1949 werd een nieuwe overeenkomst met de Bond gesloten, waardoor deze – zonder financiële deelname – weer in de uitgave van het Maandblad ging participeren en met ingang van 1 januari 1950 zitting kreeg in de Raad van Beheer. In 1953 wordt een 'Dagelijks Bestuur' gevormd in verband met de groeiende oplage en omvang.
In 1958 verscheen ter gelegenheid van het vijftigjarig bestaan van de Nederlandse Bond van Filatelisten-Verenigingen een extra dik jubileumnummer, “met vele gedegen artikelen”.
In 1960 werd voor het eerst een hoofdredacteur benoemd met een professionele journalistieke achtergrond, dhr. A. Boerma.
Het zilveren jubileum van het Maandblad in 1972 was aanleiding tot de publicatie van een speciaal nummer, waarin de geschiedenis van het Maandblad uitgebreid werd beschreven door mr. A. van der Flier.

## Stichting
Het Maandblad had sinds 1939 zeven eigenaressen: de NVPV, de postzegelverenigingen 'Breda' en 'Hollandia', de HPhV, de UPhV, de I.V. Philatelica en de Rotterdamse Philatelisten Vereniging. In 1968 werd de Nederlandse Bond van Philatelistenverenigingen de achtste eigenaresse.
Toen in de jaren zeventig het Maandblad uitgroeide tot een heus bedrijf met in de toptijd circa 75.000 abonnementen, werd vanwege de financiële risico's op 3 sept. 1981 een stichting opgericht: de Stichting Nederlands Maandblad voor Philatelie. In de stichting werden voor elke oprichter drie vertegenwoordigers afgevaardigd. Acht daarvan vormden het bestuur, de overige 16 vertegenwoordigers vormden de Raad van Toezicht.
Het bestuur van de Stichting Nederlandsch Maandblad voor Philatelie was eind juli 2011 als volgt samengesteld:
- voorzitter: G.C. (Cees) van Balen Blanken (namens 'Hollandia')[21]
- vicevoorzitter: F.R. van den Akker (namens de UPhV)
- secretaris: drs. S.W.D. Veenstra (namens de HPhV)
- tweede secretaris: L.F.C. Elzinga (namens de PV 'Breda')
- penningmeester: P.J. van de Kasteele (namens de RPhV)
- tweede penningmeester: G.C. van Teylingen (namens de NVPV)
- commissaris: P. Walraven (namens de KNBF)

De huidige samenstelling van het bestuur is te raadplegen op de website van het blad.

## Inhoud
Anno 2025 verschijnt Filatelie nog steeds maandelijks (behalve in juli) en bestaat de inhoud, naast een groot aantal vaste rubrieken en diverse advertentiepagina's, uit enkele hoofdartikelen waarin een breed scala van filatelistische onderwerpen wordt behandeld. Daarbij wordt vaak per nummer een bepaald onderwerp in meerdere artikelen vanuit verschillende gezichtspunten bekeken.
De vaste rubrieken zijn onder andere:
- Filatelienieuws
- Bondspagina's – meestal 2 pagina's met mededelingen van de KNBF
- Verzamelgebied Nederland – nieuwe uitgiften Nederland
- Nederlandse stempels – nieuwe stempels uit Nederland
- Buitenlandse stempels – nieuwe stempels uit andere landen
- Maximafilie – nieuwe maximumkaarten uit de gehele wereld
- Lang geleden – over de totstandkoming van postzegelontwerpen
- Boekenplank – nieuwe boeken, catalogi et cetera.
- Wij lazen voor u – samenvattingen van artikelen in Nederlandstalige en buitenlandse tijdschriften
- Postwaardestukken – over recent verschenen postwaardestukken uit de gehele wereld
- Thematisch panorama – waarin een onderwerp thematisch wordt behandeld
- Vervalsingen herkennen
- Beurzen en tentoonstellingen – Filatelistische evenementen
- Mijn favoriet – lezers en redacteuren vertellen over hun lievelingsobject
- Digitale filatelie – een digitale benadering van filatelistische onderwerpen
- Het jaar – bespreking van een oud poststuk
- Archivaria vanaf 1922 – bespreking van een jaargang uit het archief van Filatelie
- Vraag het de specialist – vraag- en antwoordrubriek
- Nieuwe uitgiften, waarin in 8 à 10 pagina's nieuwe postzegeluitgiften uit de hele wereld worden gepresenteerd